# عزرا بارتليت
عزرا بارتليت (26 سبتمبر 1861 في المملكة المتحدة - 16 مارس 1942 في المملكة المتحدة) (بالإنجليزية: Ezra Bartlett)‏ هو لاعب كريكت بريطاني (وحمل سابقاً جنسية المملكة المتحدة لبريطانيا العظمى وأيرلندا). لعب مع نادي مقاطعة سومرست للكريكت ‏.